# Hallel
Hallel – psalm 113 (małe) i psalmy 114-118 (duże), które śpiewano podczas wieczerzy paschalnej. Psalmy od 113 do 118 znane w pismach żydowskich jako „Egipski Hallel". Według Miszny były śpiewane w świątyni lub synagodze podczas Paschy. Pierwsza część to albo Psalm 113 (według szkoły Szammaja) albo Psalm 113 i 114 (według szkoły Hillela), była ona śpiewana po drugim kielichu wina podczas Paschy. 
Psalmy te rozpoczynają się słowami: Alleluja. Chwalcie słudzy Jahwe, chwalcie imię Jahwe: Niech imię Jahwe będzie błogosławione odtąd i aż na wieki., a kończą słowami: Wysławiajcie Jahwe, bo dobry; bo łaska Jego na wieki!